# Brun sprötstjärt
Brun sprötstjärt (Leptasthenura fuliginiceps) är en fågel i familjen ugnfåglar inom ordningen tättingar.

## Utseende och läte
Brun sprötstjärt är en liten och vig fågel med brun fjäderdräkt. Den skiljer sig från liknande gyllenbrun sprötstjärt genom en rest huvudtofs och kallare färger på undersidan. Sången består av en mycket ljus, torr och kvittrande drill, medan lätet är också ett ljust men inte lika torrt "skweet!".

## Utbredning och systematik
Brun sprötstjärt förekommer i Anderna i västra Bolivia och västra Argentina. Den delas in i två underarter med följande utbredning:
- Leptasthenura fuliginiceps fuliginiceps – förekommer i Anderna i västra Bolivia (i norr till La Paz)
- Leptasthenura fuliginiceps paranensis – förekommer i Anderna i västra Argentina och Córdoba och San Luis

## Levnadssätt
Brun sprötstjärt hittas i mycket höga bergstrakter, där den föredrar halvöppen vegetation som buskmarker, trädgårdar och skogslandskap med Polylepis. Den ses använda sin långa och stela stjärt när den födosöker akrobatiskt bland grenar och klippbranter.

## Status
Arten har ett stort utbredningsområde och beståndet anses stabilt. Internationella naturvårdsunionen IUCN listar den därför som livskraftig (LC).